# آق‌بلاغ (ازنا)
آقبلاغ روستایی از توابع بخش جاپلق شهرستان ازنا در استان لرستان ایران است ، این روستا یکی از قدیمی ترین روستا های شهرستان ازنا بوده است .

## جمعیت
این روستا در دهستان جاپلق شرقی قرار دارد و بر اساس سرشماری مرکز آمار ایران در سال ۱۴۰۱ زمستان، جمعیت آن ۶۲ نفر (۱۷ خانوار) بوده ‌است که نسبت به سال های گذشته آمار جمعیت ۶۹- کاهش یافته.

## درگاه ارتباطی روستا
- اگر علاقمند به دیدن عکس های این روستا تاریخی هستید در تلگرام به کانال @aghbolaghihaaa نگاهی بندازید!